# 墨爾本戰爭紀念館

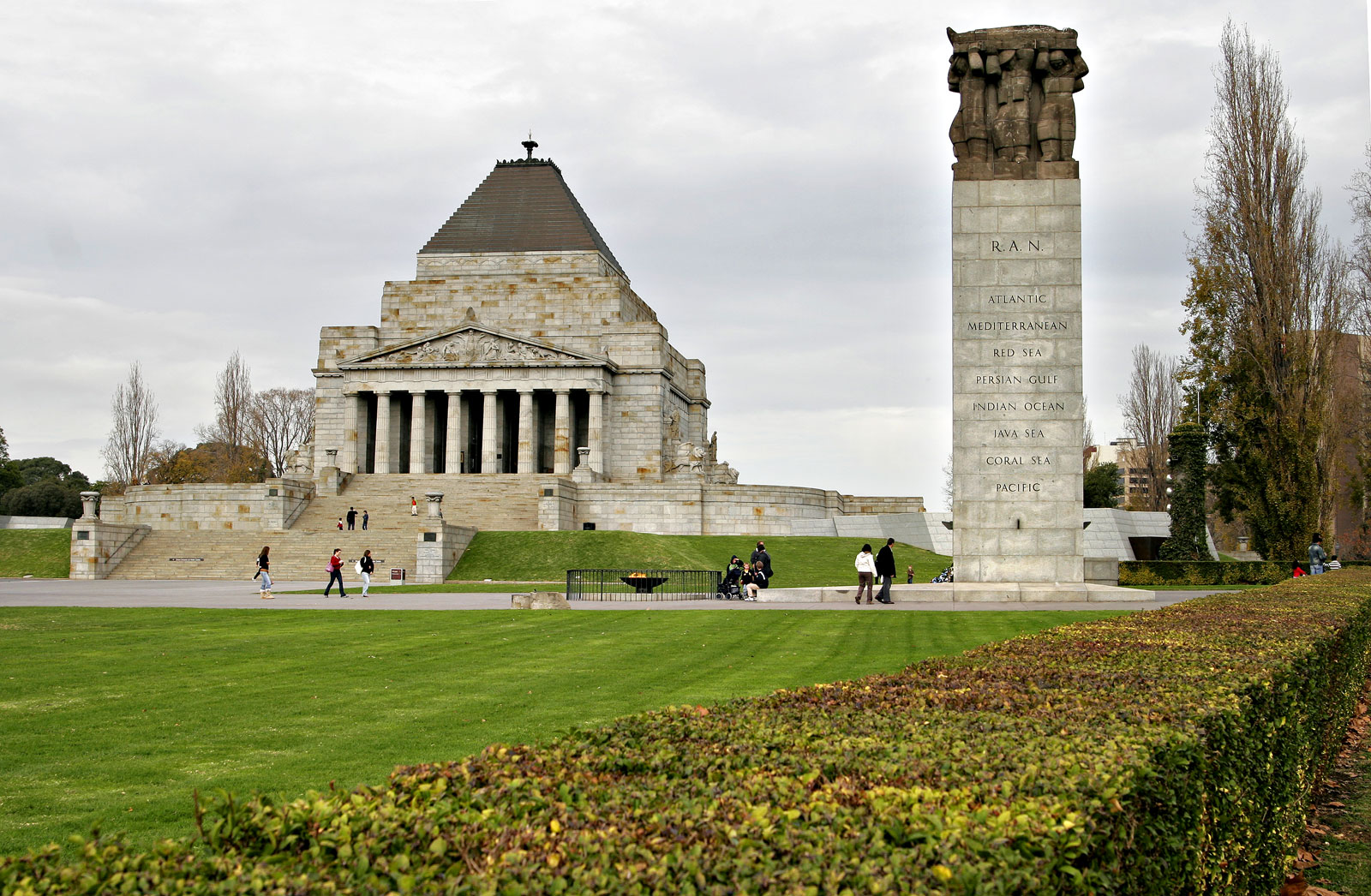
紀念館的北面景觀，訪客正向烈士獻上敬意。每年的澳紐軍團日都有遊行隊伍從北面到達紀念館。圖中山形牆上的雕塑很明顯帕提農神廟影響，而位於中央的石像名為《吶喊》。

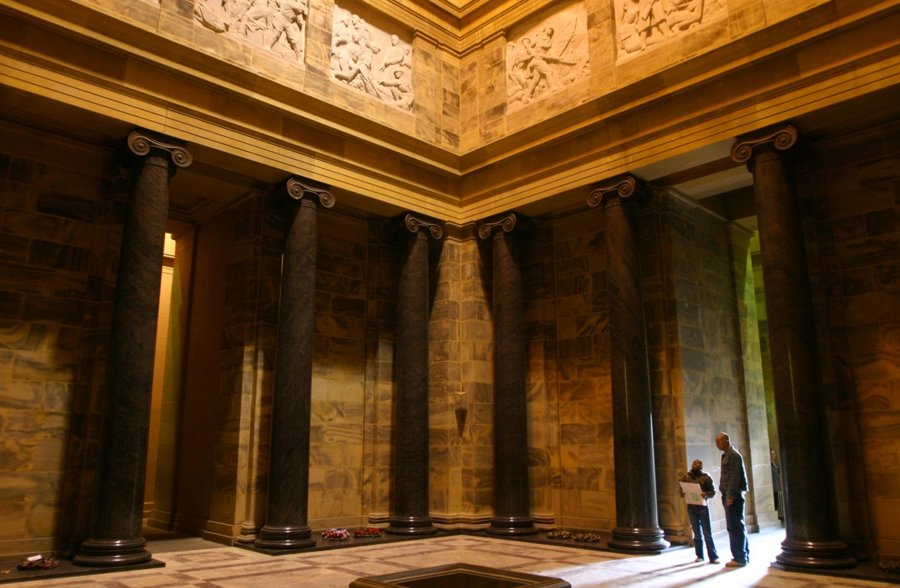
戰爭紀念館內部

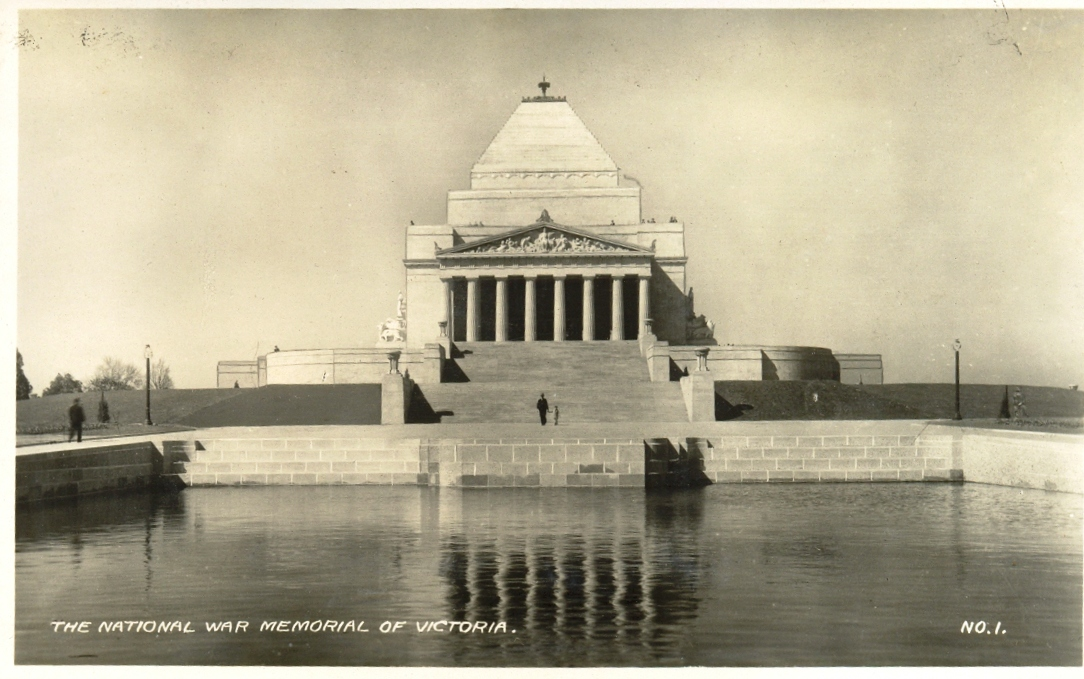
1930年代的戰爭紀念館，前面為北翼的倒影池，現為第二次世界大戰紀念前庭。

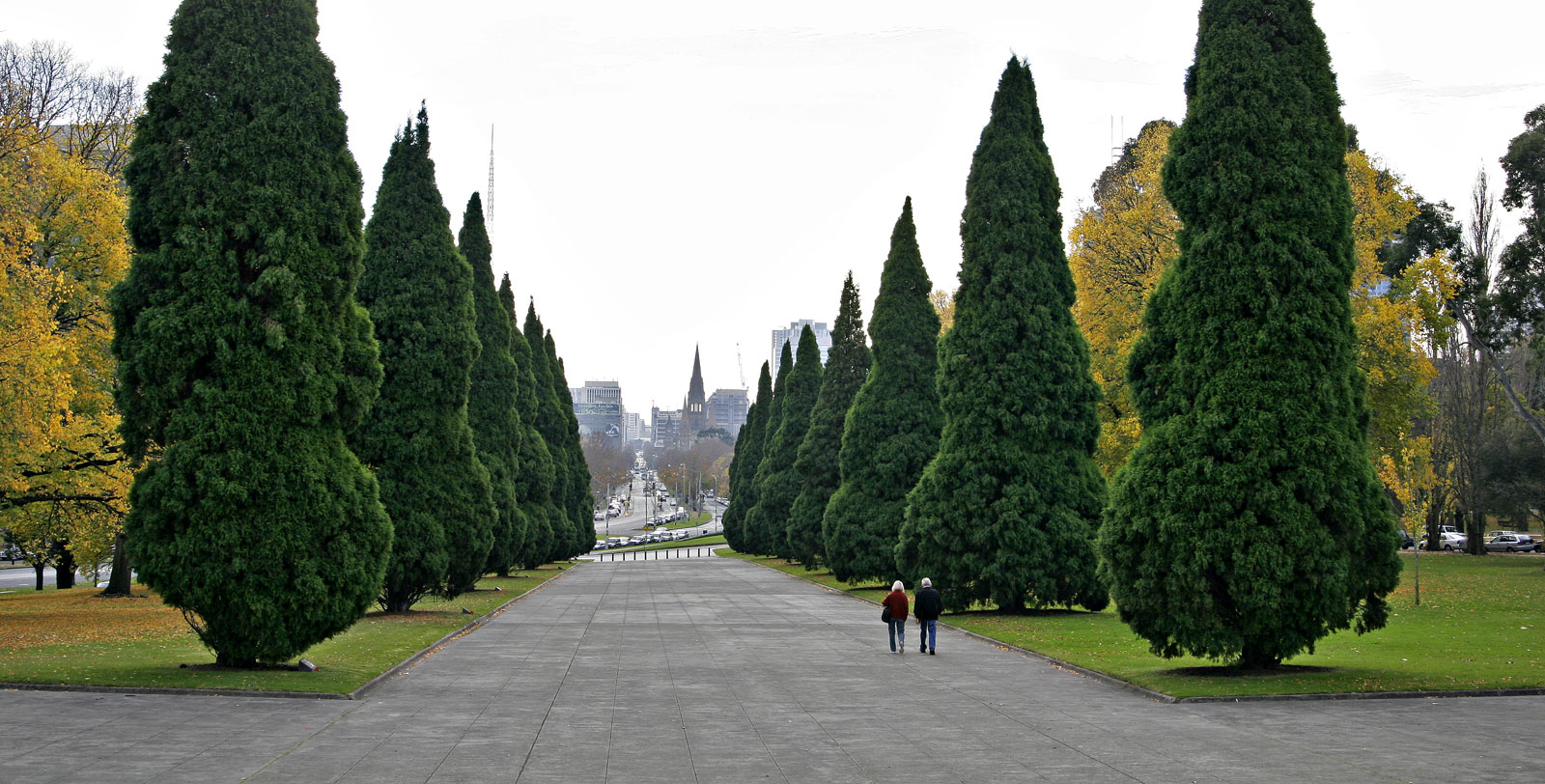
儀式大道

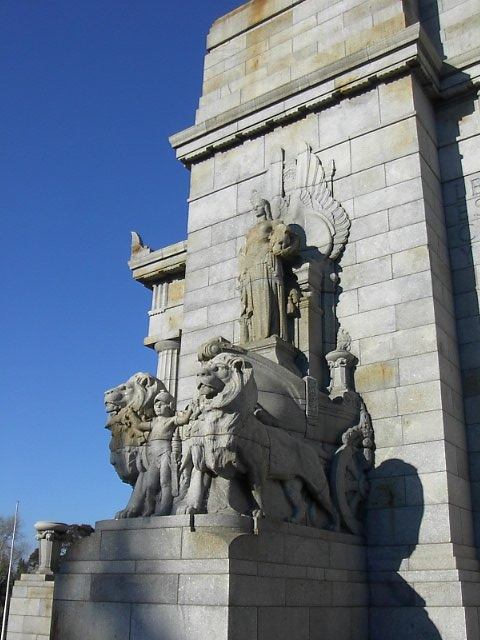
館內四個雕像群其中之一，安放在忠烈祠的角落位置。其構造深受希臘與亞述的風格影響，但當中並沒有基督宗教的主題。四個雕像群代表著和平、正義、愛國和犧牲，由雕塑家保羅·拉斐爾·蒙特福德所製。

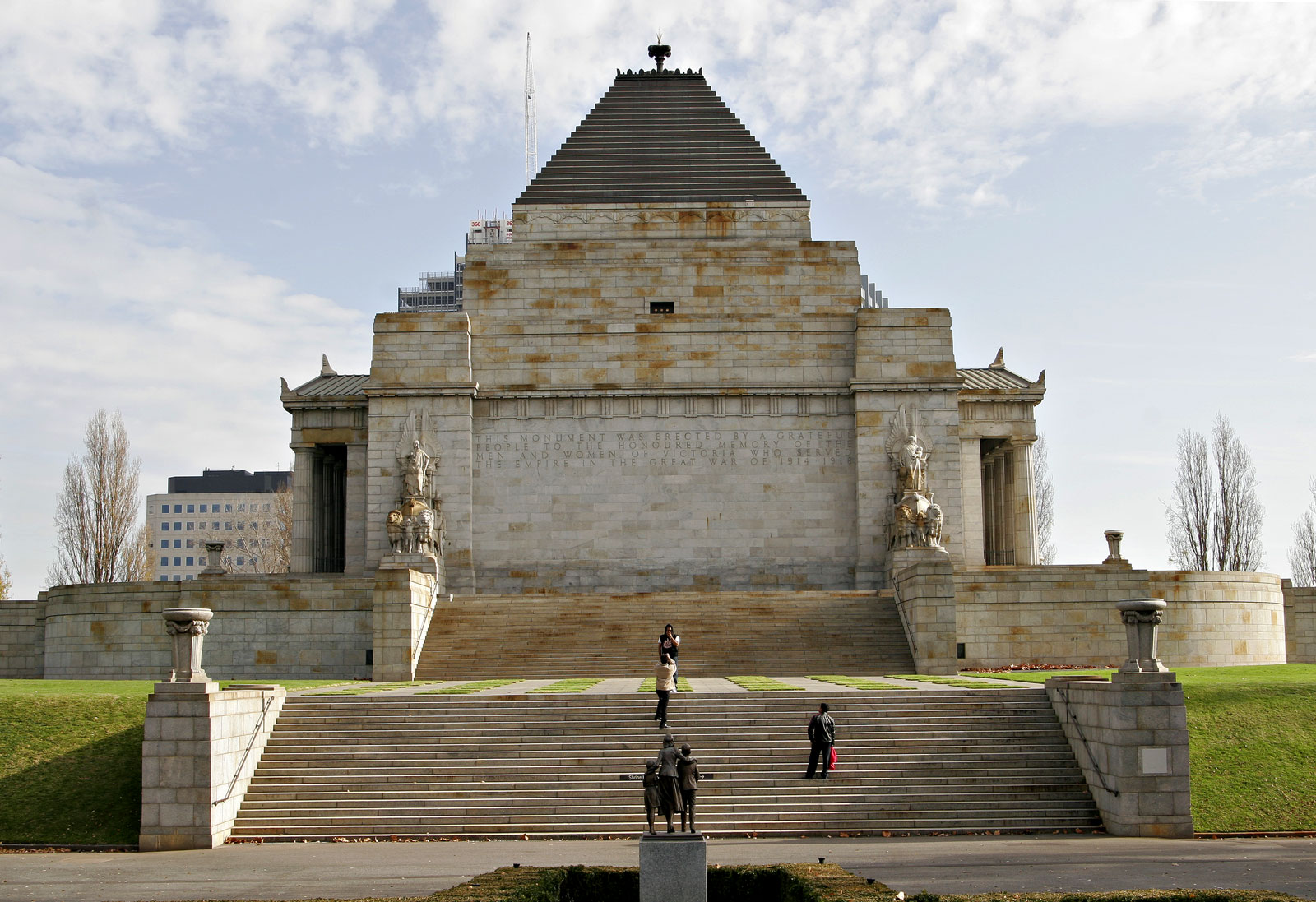
紀念館的西面景觀

墨爾本戰爭紀念館（英語：Shrine of Remembrance，又稱為國殤祠、忠烈祠 （页面存档备份，存于）或聖者紀念館 ）位於墨爾本的聖凱達路，是澳大利亚最大戰爭紀念建築。儘管最初的建築原意為紀念在第一次世界大戰為國捐驅的維多利亞州市民，但很快就被當作澳大利亚的主要紀念場地，以悼念在戰爭中喪生的六萬名澳大利亚人。現在它被用作悼念所有為國家服役的澳大利亚人的戰爭紀念館，而每年的澳紐軍團日（4月25日）和休戰紀念日（11月11日）都會有的紀念儀式進行。